# Symposiachrus boanensis
El monarca de la Boano (Symposiachrus boanensis) es una especie de ave paseriforme de la familia Monarchidae endémica de la isla de Boano.

## Distribución y hábitat
Es nativo de isla de Boano, junto a Ceram, en el archipiélago de las Molucas en Indonesia. Su hábitat natural son los bosques húmedos y matorrales de tierras bajas. Está en peligro crítico de extinción por la pérdida de hábitat